# Státní poznávací značky v Německu

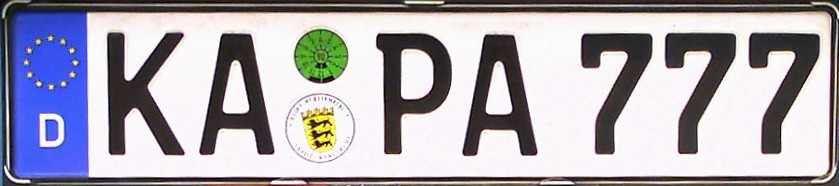
Současná německá registrační značka

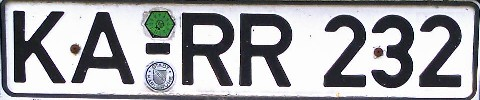
Německá registrační značka před rokem 1994. Stále se používají, ale nové se již nevydávají.

Mapa přidělení registračních značek

Registrační značky v Německu (německy Kfz-Kennzeichen) informují o místě, kde je vůz, na němž je značka připevněna, registrován. Kdykoli vlastník vozu změní v rámci Německa bydliště anebo si pořídí nový automobil, musí si obstarat i novou značku. 
Pro jejich popis bylo vyvinuto speciální písmo nazvané FE-Schrift, znemožňující jakékoliv dodatečné úpravy či přeměny, např. nula za písmeno O, písmeno F za písmeno E a podobně. Značky si je možno nechat vyrobit v sítí soukromých registrovaných výrobců a použít libovolné kombinace čísel a písmen. První místa na značce jsou vždy poznávacím znakem obvodu, v němž je vůz registrován.